# Urraca de Cañas
Urraca de Cañas o Urraca Díaz I de Haro (Nord de Castella o La Rioja, ca. 1192 – Monestir de San Salvador de Cañas, Cañas, La Rioja, 1263) fou una noble castellana, monja cistercenca i abadessa del monestir de San Salvador de Cañas (la Rioja). És venerada com a beata per l'Església Catòlica. De vegades s'ha confós amb la reina Urraca López d'Haro, esposa de Ferran II de Lleó i tia seva.

## Biografia
Urraca era filla de Diego López II d'Haro, el Bo, de la família Haro, llavors senyors de Biscaia, i de Toda Pérez de Azagra. Va ésser neboda de la reina Urraca, esposa de Ferran II de Lleó, i tia de la reina Mencía, esposa de Sanç II de Portugal. Va casar-se amb el comte Álvaro Núñez de Lara. Enviduà en 1218, sense haver tingut fills, i ingressà al monestir de Cañas, que havia estat fundat pels seus avis Lope Díaz I d'Haro, senyor de Biscaia, i Aldonza Rodríguez. Hi elegida abadessa el 2 de setembre de 1225, i ho fou fins a la seva mort en 1263.
Es distingí per la seva humilitat i austeritat en la disciplina monàstica, i per la caritat envers els necessitats. Dels seus béns, en donà una part al monestir, per ampliar-lo i una altra per a fundar a Cañas un hospici i hospital. Urraca feu construir l'actual església del monestir, en 1236, en estil gòtic cistercenc.

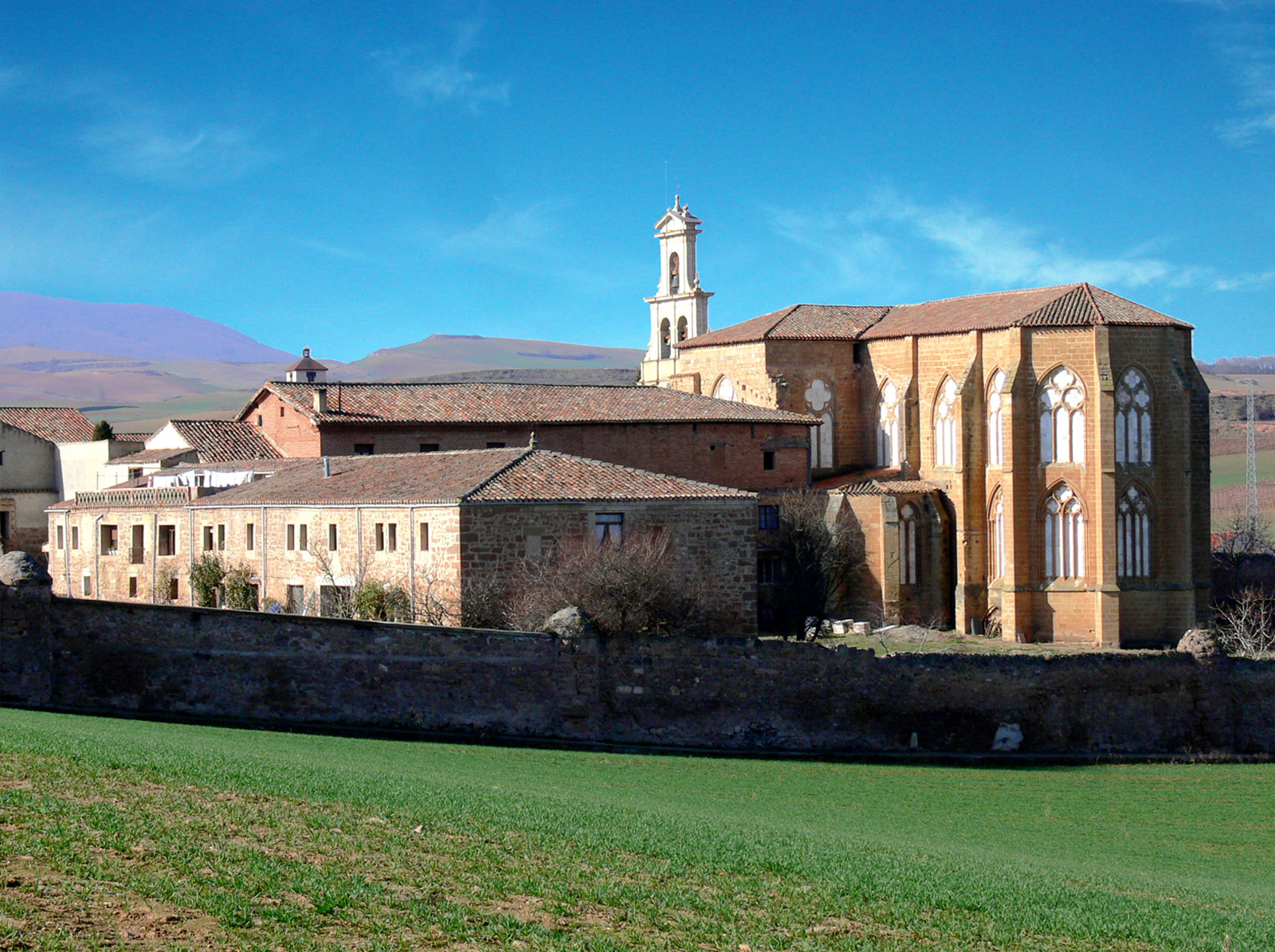
Monestir de Cañas
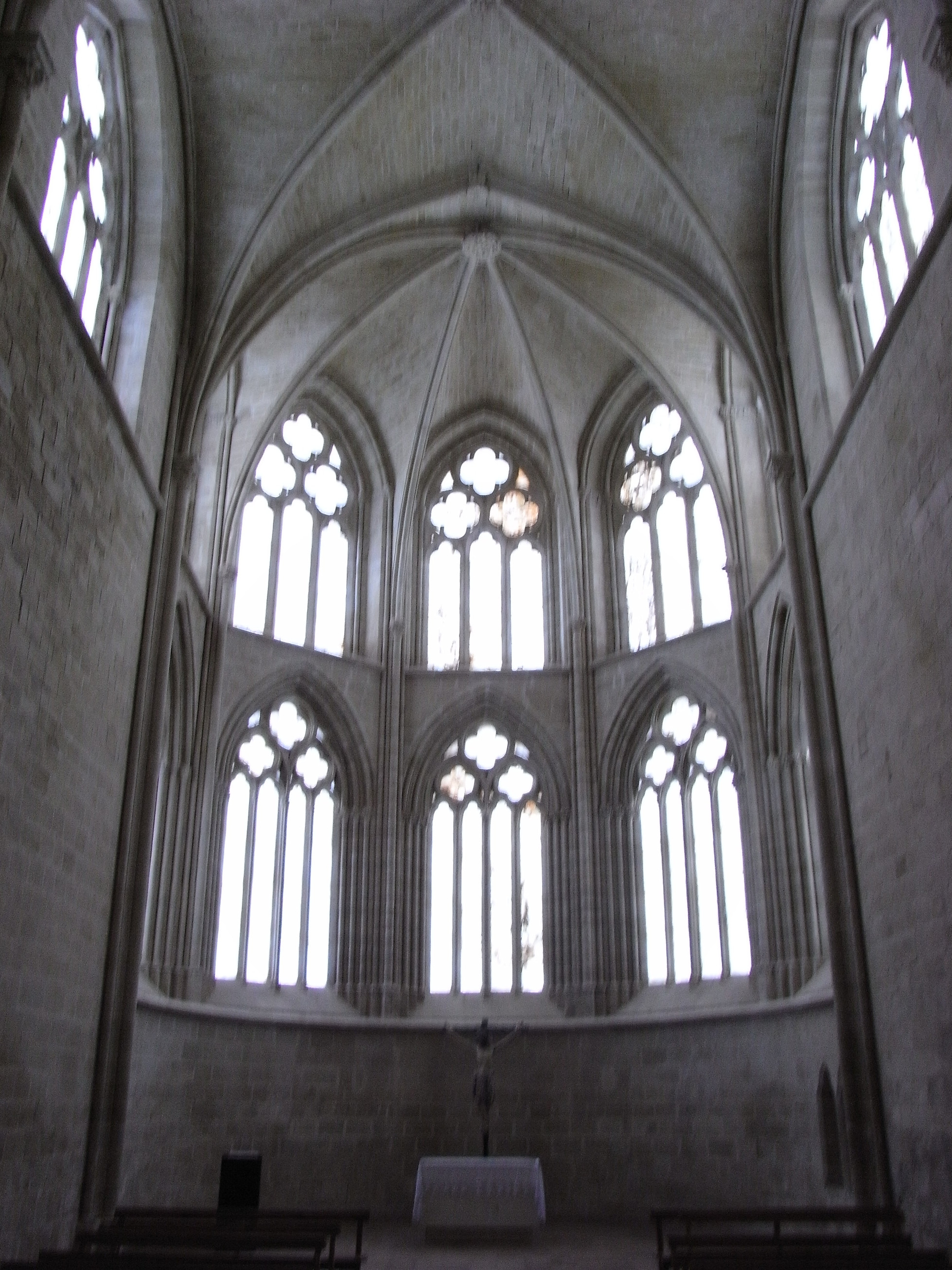
Absis de l'església, feta construir per Urraca
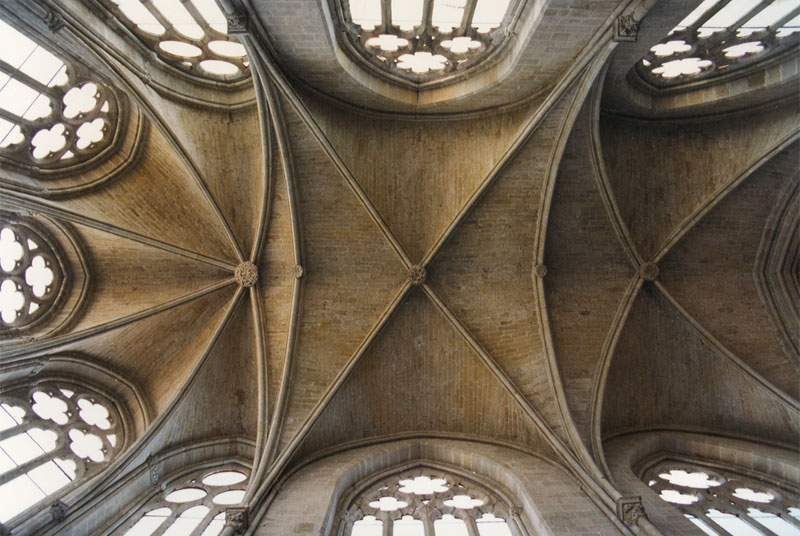
Volta de l'església

### Confusió amb Urraca López
Sovint, en biografies, se la confon amb la seva tia Urraca López d'Haro, esposa de Ferran II de Lleó. En les biografies que la identifiquen amb la reina, es diu que en enviudar del rei lleonès en 1188, es retirà a Cañas. Per fer quadrar les dates, altres biografies distingeixen les dues Urraca, però diuen que la reina s'emportà la seva filla a Cañas, llavors amb un any d'edat, i que fou aquesta filla qui, en créixer, s'hi feu monja i fou elegida abadessa.
En realitat la reina vídua de Lleó continuà la seva vida i en 1222 es retirà al monestir de Santa María la Real de Vileña, on morí en 1225, sense tenir mai cap vinculació amb Cañas, on poc després fou elegida abadessa la seva neboda.

## Veneració
Morta en llaor de santedat, és venerada al calendari cistercenc, el 7 de juny, com a beata. El seu cos es conserva incorrupte a un sepulcre gòtic de la sala capitular del monestir, obra important de l'escultura del moment. Obert en diverses ocasions, l'última en 1938, el seu cos fa un metre seixanta d'alçada.